# Rakuten
Rakuten, Inc. (jap. 楽天株式会社 Rakuten Kabushiki-gaisha) – japońskie przedsiębiorstwo z siedzibą w Tokio, zajmujące się handlem elektronicznym i sprzedażą detaliczną online. Firma została założona w 1997 roku przez japońskiego biznesmena Hiroshiego Mikitaniego. Bywa nazywana „japońskim Amazonem”.
Platforma Rakuten Ichiba jest największą witryną handlu elektronicznego w Japonii.